# 维亚讷 (塔恩省)
维亚讷（法語：Viane，法語發音：[vjan]）是法国奥克西塔尼大区塔恩省的一个市镇，属于卡斯特尔区。

## 地理
维亚讷（43°44'13"N, 2°35'0"E）面积38.37 平方千米，位于法国奧克西塔尼大區塔恩省，该省份为法国南部内陆省份，北起顺时针与阿韦龙省、埃罗省、奥德省、上加龙省和塔恩-加龙省接壤。
与维亚讷接壤的市镇（或旧市镇、城区）包括：贝尔拉茨、拉卡佩勒埃斯克鲁、埃斯佩罗斯、日茹内、拉科讷、拉卡兹、勒马斯诺-马叙吉耶斯、圣萨尔维-德卡尔卡韦斯、瑟诺。

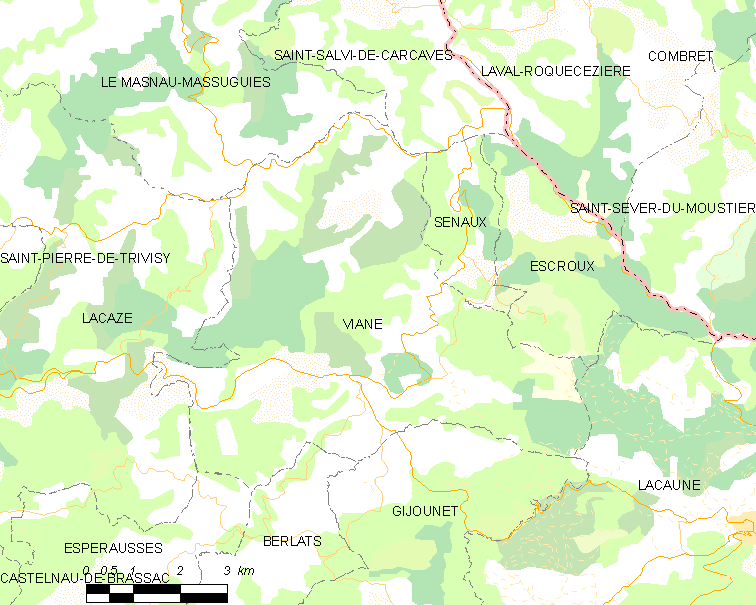
的OSM定位图

维亚讷的时区为UTC+01:00、UTC+02:00（夏令时）。

## 行政
维亚讷的邮政编码为81530，INSEE市镇编码为81314。

## 政治
维亚讷所属的省级选区为奥克高地县。

## 人口

1962-2008年间人口变化图示

维亚讷于2022年1月1日时的人口数量为531人。